# Chimonobambusa rigidula
Chimonobambusa rigidula är en gräsart som först beskrevs av Chi Ju Hsueh och Tong Pei Yi, och fick sitt nu gällande namn av Tai Hui Wen och Dieter Ohrnberger. Chimonobambusa rigidula ingår i släktet Chimonobambusa och familjen gräs. Artens utbredningsomåde är centrala- och södra Kina. Inga underarter finns listade i Catalogue of Life.